# Губогло, Юрий Александр
Юрий Александр Губогло (англ. Yuri Aleksandr Guboglo; 20 марта 2007, Оттава) — канадский и гаитянский футболист, защитник клуба «Клёб де Фут Монреаль».

## Клубная карьера
Губогло начал свою футбольную карьеру в «Оттава Саут Юнайтед», а в 2019 году присоединился к академии «Клёб де Фут Монреаль». В январе 2025 года он начал тренироваться с основной командой «Монреаля» в рамках предсезонной подготовки. 26 февраля 2025 года Губогло подписал свой первый профессиональный контракт с клубом, рассчитанный до 2026 года с опцией продления на 3 года. 3 марта 2025 года он дебютировал в профессиональном футболе, выйдя на замену в проигранном (0:1) матче MLS против «Миннесоты Юнайтдед».

## Карьера в сборной
Родившись в Канаде, Губогло имеет украинские и гаитянские корни благодаря своим родителям. В 2023 году он представлял сборную Гаити до 17 лет на чемпионате КОНКАКАФ среди юношей до 17 лет, проведя три матча.